# Лопатинський Лев Григорович
Лев Гриѓорович Лопати́нський (18 січня 1842, м. Долина, тепер Івано-Франківська область — 21 серпня 1922, м. Баку, Азербайджан) — український і російський лінгвіст та етнограф, дослідник мов народів Кавказу.

## Життєпис
Народився і виріс у місті Долині (Галичина). Після закінчення Станиславівської гімназії вчився в Карловому (Празькому), потім Львівському університетах, який закінчив у 1864 році. Деякий час вчителював у Львові, займаючись одночасно літературною творчістю. Цього ж року вийшов у світ його переклад українською мовою повісті чеського письменника П. Хохолушки «Кокосово поле», а наступного року видав "Народний календар на рік звичайний 1865 ". З 1866 р. жив у Російській імперії. Працював учителем латинської мови в гімназіях Києва, Уфи, П'ятигорська та інших міст і випустив в світ «Латинсько-російський словник» та «Посібник для початкового навчання латинській мові», що витримав 5 видань.
У 1883 р. призначений завідувачем П'ятигорської прогімназії, пізніше помічником попечителя Кавказького навчального округу від Липського (Лейпцігського) університету. За видання «Кабардинська граматика із словником» за що вчена рада Липського університету присудила Леву Лопатинському почесне звання доктора філософії і магістра красних мистецтв.
Починаючи з 1917 року, Лев Лопатинський працює доцентом Закавказького університету, а після його ліквідації (1919) — професором Бакинського університету. Відомо, що Лев Лопатинський, володів майже всіма кавказькими мовами та їхніми діалектними різновидами. На цей час припадають його праці «Лекції з кавказознавства. Вступ. Зв'язок кавказьких мов з іншими» та "Дослідження «Мстислав Тмутараканський і Редедя за сказаннями черкесів» та "Кабардинські сказання «Красуня Єлена і богатир-жінка».
Багато зусиль доклав Л.Лопатинський, досліджуючи картвельські мовні різновиди, знамениту поему «Витязь у тигровій шкурі», осетинську пам'ятку «Алгузіані», численні редакції літописного зведення «Картліс Цховреба».
Л. Лопатинський був одним із фундаторів і незмінним головою Кавказького відділу Московського археологічного товариства, що вивчав і систематизував численні відомості з життя закавказьких етносів, специфіку їх мов та фольклорних надбань, був редактором «Збірника матеріалів для опису місцевостей і племен Кавказу» та автором наукових праць «Тюрки, їх мова і література», «Тюркська народна словесність», «Азербайджанська література», «Нізамі та його сучасники». Роботі над «Збірником» віддав 30 років життя і працював над редагуванням «Збірника» аж до 1924 року.
Помер вчений 21 серпня 1922 р. в Баку.

## Праці

### Статті
- Лопатинский Л. Г. Мстислав Тмутараканский и Редедя по сказаниям черкесов // Известия Бакинского государственного университета. 1—2. 1921. С. 197—203.